# Braux-Sainte-Cohière
Braux-Sainte-Cohière är en kommun i departementet Marne i regionen Grand Est (tidigare regionen Champagne-Ardenne) i nordöstra Frankrike. Kommunen ligger i kantonen Sainte-Menehould som tillhör arrondissementet Sainte-Menehould. År 2022 hade Braux-Sainte-Cohière 94 invånare.

## Befolkningsutveckling
Antalet invånare i kommunen Braux-Sainte-Cohière
| Referens: INSEE |